# Triatominae
Die Triatominae sind eine Unterfamilie in der Familie der Raubwanzen (Reduviidae). Ihr Hauptverbreitungsgebiet liegt in den amerikanischen Tropen sowie in Mexiko und Zentralamerika.

## Schadwirkung beim Menschen
Beim Stich kann der Speichel einiger Arten bei Menschen, die gegen diesen allergisch sind, einen anaphylaktischen Schock auslösen. Je nach Schwere des Schocks können Symptome wie Ohnmacht, Durchfall, Fieber, Ausschlag und Atembeschwerden auftreten. In besonders schweren Fällen kann ein solcher Schock unbehandelt zum Tod führen. Selbst wenn der Stich nicht unbedingt immer zu spüren ist, führt er beim Menschen jedoch oft zur Bildung einer Quaddel und verursacht dann einen mehr oder minder starken Juckreiz.

## Krankheitsüberträger beim Menschen
Etwa 30 Arten in Süd- und Mittelamerika, besonders aus den folgenden 4 Gattungen dieser Unterfamilie stechen Menschen und können dabei die Chagas-Krankheit übertragen:
- Triatoma
- Rhodnius
- Dipetalogaster
- Panstrongylus

Die Übertragung erfolgt durch den Wanzenkot, der meistens zeitgleich in der Nähe der Stichstelle freigesetzt wird. Darin sind die Trypanosomen enthalten, die etwa beim Kratzen in die Stichwunde oder empfindliche Schleimhäute gelangen können.

## Systematik
Stämme, Gattungen m. Artenanzahl, (Arten der Triatominae)
- Alberproseniini
  - Alberprosenia 2 (Alberprosenia goyovargasi, Alberprosenia malheiroi)

- Bolboderini
  - Belminus 8 (Belminus corredori, Belminus costaricencis, Belminus ferroae, Belminus herreri, Belminus laportei, Belminus peruvianus, Belminus pittieri, Belminus rugulosus)
  - Bolbodera 1 (Bolbodera scabrosa)
  - Microtriatoma 2 (Microtriatoma borbai, Microtriatoma trinidadensis)
  - Parabelminus 2 (Parabelminus carioca, Parabelminus yurupucu)

- Cavernicolini
  - Cavernícola 2 (Cavernícola lenti, Cavernícola pilosa)
  - Torrealbaia 1 (Torrealbaia martinezi)

- Linshcosteusinii
  - Linshcosteus 6 (Linshcosteus carnifex, Linshcosteus chota, Linshcosteus confumus, Linshcosteus costalis, Linshcosteus kali, Linshcosteus karupus)

- Rhodniini
  - Psammolestes 3 (Psammolestes arthuri, Psammolestes coreodes, Psammolestes tertius)
  - Rhodnius 16 (Rhodnius amazonicus, Rhodnius brethesi, Rhodnius colombiensis, Rhodnius dalessandroi, Rhodnius domesticus, Rhodnius ecuadoriensis, Rhodnius milesi, Rhodnius nasatus, Rhodnius neglectus, Rhodnius neivai, Rhodnius pallescens, Rhodnius paraensis, Rhodnius pictipes, Rhodnius prolixus, Rhodnius robustus, Rhodnius stali)

- Triatomini
  - Dipetalogaster 1 (Dipetalogaster maxima)
  - Eratyrus 2 (Eratyrus cuspidatus, Eratyrus mucronatus)
  - Hermanlentia 1 (Hermanlentia matsunoi)
  - Meccus 6 (Meccus bassolsae, Meccus longipennis, Meccus mazzottii, Meccus pallidipennis, Meccus phyllosomus, Meccus picturatus)
  - Mepraia 2 (Mepraia gajardoi, Mepraia spinolai)
  - Nesotriatoma 3 (Nesotriatoma bruneri, Nesotriatoma flavida, Nesotriatoma obscura)
  - Panstrongylus 13 (Panstrongylus chinai, Panstrongylus diasi, Panstrongylus geniculatus, Panstrongylus guentheri, Panstrongylus howardi, Panstrongylus humeralis, Panstrongylus lenti, Panstrongylus lignarius, Panstrongylus lutzi, Panstrongylus megistus, Panstrongylus rufotuberculatus, Panstrongylus sherlocki, Panstrongylus tupynambai)
  - Paratriatoma 1 (Paratriatoma hirsuta)
  - Triatoma 67 (Triatoma amicitiae, Triatoma arthurneivai, Triatoma baratai, Triatoma barberi, Triatoma bolivari, Triatoma bouvieri, Triatoma brailovskyi, Triatoma brasiliensis, Triatoma breyeri, Triatoma carcavalloi, Triatoma carrioni, Triatoma cavernícola, Triatoma circummaculata, Triatoma costalimai, Triatoma deaneorum, Triatoma delpontei, Triatoma dimidiata, Triatoma dispar, Triatoma eratyrusiformis, Triatoma garciabesi, Triatoma gerstaeckeri, Triatoma gomeznunezi, Triatoma guasayana, Triatoma guazu, Triatoma hegneri, Triatoma incrassate, Triatoma indictiva, Triatoma infestans infestans, Triatoma infestans melanosoma, Triatoma jurbergi, Triatoma klugi, Triatoma lecticularia, Triatoma lenti, Triatoma leopoldi, Triatoma limai, Triatoma maculata, Triatoma matogrossensis, Triatoma melanocephala, Triatoma mexicana, Triatoma migrans, Triatoma neotomae, Triatoma nigromaculata, Triatoma nitida, Triatoma oliveirai, Triatoma patagonica, Triatoma peninsularis, Triatoma petrochiae, Triatoma platensis, Triatoma protracta, Triatoma pseudomaculata, Triatoma pugasi, Triatoma recurva, Triatoma rubida, Triatoma rubrofasciata, Triatoma rubrovaria, Triatoma ryckmani, Triatoma sanguisuga, Triatoma sherlocki, Triatoma sinaloensis, Triatoma sinica, Triatoma sordida, Triatoma tibiamaculata, Triatoma vandae, Triatoma venosa, Triatoma vitticeps, Triatoma williami,  Triatoma wygodzinskyi)

Systematik nach:
- Galvão C, Carcavallo R, da Silva Rorcha D, Jurberg J (2004) A checklist of the current valid species of the subfamily Triatominae Jeannel, 1919 (Hemiptera, Reduviidae) and their geographical distribution, with nomenclatural and taxonomic notes. Zootaxa 202: 1–36[1]

Alle 137 Arten sind potentiell in der Lage, die Chagas-Krankheit zu übertragen. Epidemiologisch sind aber folgende Arten am wichtigsten:
- Triatoma infestans
- Rhodnius prolixus
- Triatoma dimidiata
- Triatoma brasiliensis
- Panstrongylus megistus

### Triatominae der Alten Welt
Auch in der „Alten Welt“ und Australien sind einige Arten bekannt:
- Gattung Triatoma Laporte, 1833
 (Forscher glauben, dass diese Arten erst vor einigen hundert Jahren den Sprung über den Ozean (aus Amerika) gemacht haben. Sie sind wohl nur in den heißen Ländern heimisch geworden; T. rubrofasciata ist besonders beachtenswert, da er in Südamerika ein bekannter Überträger von Trypanosoma cruzi ist.[2])
  - T. amicitiae Lent, 1951
  - T. bouvieri Larrousse, 1924
  - T. cavernicola Else & Cheong, in Else et al., 1977
  - T. leopoldi  (Schoudeten, 1933) – Australien
  - T. migrans  Breddin, 1903
  - T. pugasi Lent, 1953b
  - T. rubrofasciata (De Geer, 1773)
  - T. rubrovaria (Blanchard, in Blanchard & Bulle, 1843)?
  - T. sinica Hsaio, 1965
- Gattung Linshcosteus Distant, 1904 (der meistgenannte Fundort dieser Gattung ist Indien)
  - L. carnifex Distant, 1904
  - L. chota Lent & Wygodzinsky, 1979
  - L. confumus Ghauri, 1976
  - L. costalis Ghauri, 1976
  - L. kali Lent & Wygodzinsky, 1979
  - L. karupus sp.n. Galvão, Patterson, Rocha & Jurberg, 2002[3]

## Raubwanzeneinsatz in weiteren Forschungsgebieten der Biologie
Um bei Vögeln stressfrei hormonell unverfälschte Blutproben zu gewinnen, hat eine deutsch-amerikanische Forschergruppe eine neue Methode entwickelt, die von den Biologen Peter Becker vom Institut für Vogelforschung Wilhelmshaven und Christian Voigt vom Berliner Leibniz-Institut für Zoo- und Wildtierforschung (IZW) bereits erfolgreich an Flussseeschwalben (Sterna hirundo) getestet wurde. Die Forscher tauschten bei brütenden Vögeln das Eigelege jeweils vollständig gegen künstliche Eier aus, bei denen eines davon eine Raubwanze der Art Dipetalogaster maximus enthielt. Durch ein kleines, mit einem feinen Netz bespanntes Loch in der Schale des Kunsteis konnte diese Raubwanze bei einem Altvogel unbemerkt Blut saugen, nachdem dieser sich wieder auf sein vermeintliches Gelege gesetzt hatte. Anschließend wurden die Kunsteier wieder gegen die echten Eier ausgetauscht und der Raubwanze das Vogelblut zur weiteren Untersuchung aus dem Wanzenkropf entnommen. Keines der brütenden Vogelpaare hat beim Einsatz dieser Methode sein Gelege aufgegeben und es gelang den Forschern in 68 Fällen mit Hilfe der Raubwanzen mit jeweils mehr als 100 Mikroliter Blutplasma, quantitativ ausreichendes Untersuchungsmaterial für chemische Analysen zu gewinnen.

## Zitate
Beschreibung aus Charles Darwins Journal and Remarks, allgemein als The Voyage of the Beagle oder Reise eines Naturforschers um die Welt bekannt; Auszug aus dem Eintrag vom 25. März 1835:

„Wir setzten über den Lujan, welcher ein Fluß von beträchtlicher Größe ist; doch ist sein Lauf nach der Meeresküste zu sehr unvollständig bekannt: es ist selbst zweifelhaft, ob er bei seinem Lauf über die Ebenen nicht verdampft oder verlorengeht. Wir schliefen in dem Dorf Lujan, welches ein kleiner, von Gärten umgebener Ort und der südlichste kultivierte Distrikt in der Provinz  Mendoza ist. Er ist fünf Seemeilen südlich von der Hauptstadt entfernt. In der Nacht erlebte ich einen Angriff (denn es verdient kaum einen geringeren Namen) der Vinchuca, einer Spezies von  Reduvius, der großen schwarzen Wanze der Pampas.  Es ist äußerst widerwärtig, weiche flügellose, ungefähr einen Zoll lange Insekten über seinen Körper kriechen zu fühlen. Ehe sie zu saugen beginnen, sind sie ganz dünn. Später werden sie aber rund und vom Blut aufgedunsen, und in diesem Zustand werden sie leicht zerdrückt. Eine solche Wanze, welche ich in Iquique fand (denn sie werden auch in Chile und in Peru gefunden) war ganz leer. Wurde sie auf den Tisch gestellt, so streckte, trotzdem Leute rings herum waren, das kühne Insekt, wenn ihm ein Finger dargeboten wurde, sofort seinen Rüssel hervor, machte einen Angriff und sog, wenn es gestattet wurde, Blut. Die Wunde verursacht keinen Schmerz. Es war merkwürdig, den Körper des Insekts während des Saugens zu beobachten, da er sich in weniger als zehn Minuten von einer flachen Form wie eine Oblate zu einer förmlichen Kugel verwandelte. Diese eine Mahlzeit, für welche die Vinchuca einem unserer Offiziere Dank schuldig war, hielt sie ganze vier Monate fett; aber nach den ersten vierzehn Tagen war sie völlig bereit, noch einmal zu saugen.“